# 港区立御成門小学校
港区立御成門小学校（みなとくりつ おなりもんしょうがっこう）は、東京都港区芝公園三丁目にあった公立小学校である。2024年に港区立御成門中学校と統合して港区立御成門学園となった。

## 概要
所在地は芝公園に隣接しており、1991年（平成3年）いずれも港区立の「鞆絵小学校」、「桜田小学校」、「桜小学校」の計3校による新設統合により開校された。そのうちの一校の鞆絵小学校（廃校）は東京旧市内でも最も長い歴史を持つ公立小学校のひとつであった。
学区外からの越境入学もみられ、学校選択制前からの進学先区立中学校は港区立御成門中学校が既定の進学先となっていた。現在の御成門小学校は、これまで多くの学校が統合された結果として存在しており、源流となっている小学校は6校に及び、近年の統廃合によってさらに2校が御成門小学校に合流している。

## 沿革
御成門小学校の歴史は、東京府（当時）が1870年（明治3年）に初めて設置した仮小学第六校のうちの一番校、「東京府小学第一校」に遡る。その後学制が発布されると1873年（明治6年）、この学校は「第一大学区第二中学区第一番小学 鞆絵学校」となったが、これがのちの「鞆絵小学校」である。
また同年には、後に合流することになる「櫻川学校」、1877年（明治10年）には「櫻田学校」と「南桜学校」が、それぞれ開校している。さらに、東京市の時代には、1907年（明治40年）に「東京市西桜尋常小学校」、1913年（大正2年）に「東京市神明尋常小学校」が、それぞれ開校している。
戦後における統廃合
学校教育法施行にともない1947年（昭和22年）、大東亜戦争中に国民学校となっていた各学校は、いずれも東京都港区立の小学校となった。その後の統廃合により、現在の御成門小学校に係わる各小学校は次のような経緯をたどった
- 1964年（昭和39年）  - 「南桜小学校」 + 「西桜小学校」　→ 「桜小学校」成立
- 1991年（平成3年） - 「鞆絵小学校」 + 「桜田小学校」 + 「桜小学校（南桜+西桜）」　→ 「御成門小学校」成立
- 1993年（平成5年）
  - 「御成門小学校」　← 「桜川小学校」を編入
  - 「港区立神明小学校」は、NHK全国学校音楽コンクールに於いて銀賞を受賞した。
- 1995年（平成7年） - 「御成門小学校」　← 「神明小学校」を編入

## 教育方針
教育目標
「よく考え進んで学ぶ子」「力を合わせてやりとげる子」「心も体もたくましい子」
小学校の児童数と教員数
| 年度     | 児童総数 | 1年生 | 2年生 | 3年生 | 4年生 | 5年生 | 6年生 | 教員数 | 職員数 |
| -------- | -------- | ----- | ----- | ----- | ----- | ----- | ----- | ------ | ------ |
| 平成23年 | 276人    | 52人  | 45人  | 45人  | 56人  | 37人  | 41人  | 19人   | 10人   |
| 平成24年 | 285人    | 48人  | 55人  | 44人  | 47人  | 52人  | 39人  | 20人   | 4人    |
| 平成25年 | 299人    | 55人  | 49人  | 55人  | 45人  | 44人  | 51人  | 21人   | 5人    |
| 平成26年 | 302人    | 58人  | 53人  | 48人  | 55人  | 46人  | 42人  | 22人   | 4人    |
| 平成27年 | 309人    | 54人  | 55人  | 52人  | 49人  | 52人  | 47人  | 22人   | 2人    |
| 平成28年 | 329人    | 62人  | 52人  | 55人  | 56人  | 51人  | 53人  | 23人   | 2人    |
| 平成29年 | 344人    | 62人  | 64人  | 52人  | 57人  | 60人  | 49人  | 25人   | 3人    |
| 平成30年 | 351人    | 57人  | 67人  | 61人  | 52人  | 54人  | 60人  | 14人   | 4人    |
| 令和元年 | 355人    | 73人  | 57人  | 60人  | 60人  | 50人  | 55人  | 26人   | 6人    |
| 令和2年  | 374人    | 76人  | 74人  | 55人  | 61人  | 61人  | 47人  | 27人   | 5人    |
| 令和3年  | 396人    | 78人  | 75人  | 73人  | 51人  | 56人  | 63人  | 28人   | 5人    |
| 令和4年  | 422人    | 87人  | 82人  | 72人  | 70人  | 53人  | 58人  | 26人   | 5人    |
| 令和5年  | 454人    | 92人  | 84人  | 79人  | 70人  | 74人  | 55人  | 27人   | 5人    |

## 通学区域
住所別通学区域（平成27年4月1日から適用）
| 海岸 一丁目 | 東新橋 一丁目 二丁目 | 新橋 一丁目 - 六丁目 | 西新橋 一丁目 - 三丁目 | 浜松町 一丁目 二丁目 | 芝大門 一丁目 二丁目 | 芝公園 一丁目 - 三丁目 | 芝公園 四丁目 | 虎ノ門 一丁目 - 五丁目 | 愛宕 一丁目 二丁目 | 麻布台 一丁目 |
| ----------- | -------------------- | -------------------- | ---------------------- | -------------------- | -------------------- | ---------------------- | ------------- | ---------------------- | ------------------ | ------------- |
| 全域        | 全域                 | 全域                 | 全域                   | 全域                 | 全域                 | 全域                   | 7 - 10番      | 全域                   | 全域               | 11番          |

進学先中学校（平成27年4月1日から適用）
| 小学校学校名       | 中学校学校名       |
| ------------------ | ------------------ |
| 港区立御成門小学校 | 港区立御成門中学校 |

## 交通
鉄道
- JR山手線 - 浜松町駅より徒歩13分
- 都営三田線 - 御成門駅より徒歩2分、都営浅草線 - 大門駅より徒歩9分
- 東京メトロ日比谷線 - 神谷町駅より徒歩6分
- 都営バス　「御成門駅前（御成門小学校前）」

## 関係者

### 出身者
旧鞆絵小学校
- 山田美妙
- 西久保豊一郎
- 戸川秋骨
- 南次郎
- 和田英作
- 佐々木邦
- 三浦環
- 大江スミ
- 河口愛子（教育者、婦人運動家）
- 河上丈太郎
- 長岡隆一郎
- 河原春作（文部次官）
- 高橋三吉
- 三谷隆正
- 小崎道雄
- 市井由理

旧桜川小学校
- 尾崎紅葉
- 島秀雄
- 本木荘二郎

旧桜田小学校
- 下村観山
- 吉川圭一

旧神明小学校
- 河原崎長十郎
- 清水宏
- 瀧澤英輔
- 若月俊一

旧南桜小学校
- 小沢栄太郎
- 夏川静江
- 蝶花楼馬楽 (6代目)

### 学校長・教職員
1. 村上珍休（近代初等教育の発祥とされる東京府小学第一校（1870年（明治3年）6月12日開校。後の鞆絵小学校）初代大訓導（校長）を務めた。その後東京府第一中学（後の日比谷高校）初代学校長（1878年9月 - ）。「近代小学校教育の父」とも呼ばれる。）
2. 矢嶋楫子（桜川学校の旧教員）